# Płoskaja (Kraj Krasnodarski)
Płoskaja (ros. Плоская) – stanica w Rosji, w Kraju Krasnodarskim, w rejonie nowopokrowskim. W 2010 liczyła 866 mieszkańców.